# Sofijah
Elin Sofia Karlsson, mera känd under artistnamnet Sofijah, född 3 augusti 1991 i Kärna församling i Linköping, är en svensk sångerska och rappare som blev känd i slutet av 2000-talet, när flera av hennes låtar publicerades på Youtube. Till de populäraste låtarna hör "Du var så mkt" och "Fly Away" som nått miljontals visningar.
Hon har sedan hon varit liten skrivit dikter och låttexter som ett sätt att uttrycka sina känslor. När hon lämnade offentligheten efter 2008 gick det rykten om att hon begått självmord. 
I en intervju med Expressen 2023 berättade Karlsson att hon sjöng låtarna under sin högstadietid som ett sätt att hantera sin psykiska ohälsa. 2023 arbetade Karlsson som butikschef. Hon medverkade 2023 på ett av spåren på ett av artisten Elias Hurtigs album.
Hon har en dotter.